# Jann-Fiete Arp
Jann-Fiete Arp (Bad Segeberg, 6 gennaio 2000) è un calciatore tedesco, attaccante dell'Odense.

## Caratteristiche tecniche
Giocatore completo, può essere impiegato in tutte le posizioni dell'attacco: il ruolo in cui agisce al meglio è quello di prima punta, anche grazie alla sua freddezza sotto porta. Per le sue caratteristiche è stato paragonato a Miroslav Klose.
Considerato agli esordi come un astro nascente del calcio tedesco, per la sua grande discontinuità di rendimento causata da molteplici problemi fisici non è riuscito a rispettare le enormi aspettative

## Carriera

### Club
Il 30 settembre 2017 fa il suo esordio da professionista in Amburgo-Werder Brema (0-0), 7ª giornata di Bundesliga, subentrando all'89º a Bobby Wood. Il 28 ottobre seguente, alla seconda presenza ufficiale, trova il suo primo gol nella sconfitta per 2-1 sul campo dell'Hertha Berlino, diventando così il primo nato negli anni 2000 ad andare a segno nel campionato tedesco; si ripete esattamente una settimana dopo, firmando la rete del definitivo 3-1 contro lo Stoccarda. Nel 2019 passa a titolo definitivo al Bayern Monaco.
Il 25 giugno 2021, dopo essere stato utilizzato quasi esclusivamente con la seconda squadra del club bavarese, viene ceduto in prestito all'Holstein Kiel.
Il 23 giugno 2025, dopo quattro anni nei quali ha totalizzato 10 gol in 90 partite di campionato, viene ceduto a titolo definitivo ai danesi dell'Odense.

### Nazionale
Ha giocato nella nazionale tedesca Under-16.
Prende parte alla spedizione tedesca per il Campionato mondiale di calcio Under-17 2017 in India, manifestazione in cui realizza 5 gol in altrettante presenze; successivamente ha giocato anche nella nazionale tedesca Under-19.

## Statistiche

### Presenze e reti nei club
Statistiche aggiornate al 27 giugno 2021.
| Stagione                | Squadra                 | Campionato              | Campionato | Campionato | Coppe nazionali | Coppe nazionali | Coppe nazionali | Coppe continentali | Coppe continentali | Coppe continentali | Altre coppe | Altre coppe | Altre coppe | Totale | Totale |
| Stagione                | Squadra                 | Comp                    | Pres       | Reti       | Comp            | Pres            | Reti            | Comp               | Pres               | Reti               | Comp        | Pres        | Reti        | Pres   | Reti   |
| ----------------------- | ----------------------- | ----------------------- | ---------- | ---------- | --------------- | --------------- | --------------- | ------------------ | ------------------ | ------------------ | ----------- | ----------- | ----------- | ------ | ------ |
| 2017-2018               | Amburgo                 | BL                      | 18         | 2          | CG              | 0               | 0               | -                  | -                  | -                  | -           | -           | -           | 18     | 2      |
| 2018-2019               | Amburgo                 | 2L                      | 17         | 1          | CG              | 3               | 1               | -                  | -                  | -                  | -           | -           | -           | 20     | 2      |
| Totale Amburgo          | Totale Amburgo          | Totale Amburgo          | 35         | 3          |                 | 3               | 1               |                    | 0                  | 0                  |             | 0           | 0           | 38     | 4      |
| 2018-2019               | Amburgo II              | RL                      | 7          | 3          | -               | -               | -               | -                  | -                  | -                  | -           | -           | -           | 7      | 3      |
| 2019-2020               | Bayern Monaco II        | 3L                      | 12         | 3          | -               | -               | -               | -                  | -                  | -                  | -           | -           | -           | 12     | 3      |
| 2020-2021               | Bayern Monaco II        | 3L                      | 30         | 5          | -               | -               | -               | -                  | -                  | -                  | -           | -           | -           | 30     | 5      |
| Totale Bayern Monaco II | Totale Bayern Monaco II | Totale Bayern Monaco II | 42         | 8          |                 | -               | -               |                    | -                  | -                  |             | -           | -           | 42     | 8      |
| 2020-2021               | Bayern Monaco           | BL                      | -          | -          | CG              | 1               | 0               | UCL                | -                  | -                  | SG+SU+Cmc   | -           | -           | 1      | 0      |
| 2021-2022               | Holstein Kiel           | 2L                      | 24         | 2          | CG              | 2               | 1               | -                  | -                  | -                  | -           | -           | -           | 26     | 3      |
| 2022-2023               | Holstein Kiel           | 2L                      | 26         | 1          | CG              | 1               | 0               | -                  | -                  | -                  | -           | -           | -           | 27     | 1      |
| 2023-2024               | Holstein Kiel           | 2L                      | 10         | 5          | CG              | 0               | 0               | -                  | -                  | -                  | -           | -           | -           | 10     | 5      |
| Totale Holstein Kiel    | Totale Holstein Kiel    | Totale Holstein Kiel    | 60         | 8          |                 | 3               | 1               |                    | -                  | -                  |             | -           | -           | 63     | 9      |
| Totale carriera         | Totale carriera         | Totale carriera         | 144        | 22         |                 | 6               | 2               |                    | 0                  | 0                  |             | 0           | 0           | 150    | 24     |

## Palmares

### Club

#### Competizioni nazionali
- 3. Liga: 1

Bayern Monaco II: 2019-2020
- Campionato tedesco: 2

Bayern Monaco: 2019-2020, 2020-2021
- Coppa di Germania: 1

Bayern Monaco: 2019-2020
- Supercoppa di Germania: 1

Bayern Monaco: 2020

#### Competizioni internazionali
- UEFA Champions League: 1

Bayern Monaco: 2019-2020
- Supercoppa UEFA: 1

Bayern Monaco: 2020
- Coppa del mondo per club: 1

Bayern Monaco: 2020

### Individuale
- Fritz-Walter-Medaille: 1

2017 (Under-17)